# Cornelis Andries Backer
Pour les articles homonymes, voir Backer.
Cornelis Andries Backer, né le 18 septembre 1874 à Oudenbosch, et mort le 22 février 1963 à Heemstede, est un botaniste néerlandais, taxonomiste des plantes de Java. Il fut notamment en poste au Jardin botanique de Buitenzorg dans les Indes orientales néerlandaises,,,.

## Biographie

### Pays-Bas (1874-1900)

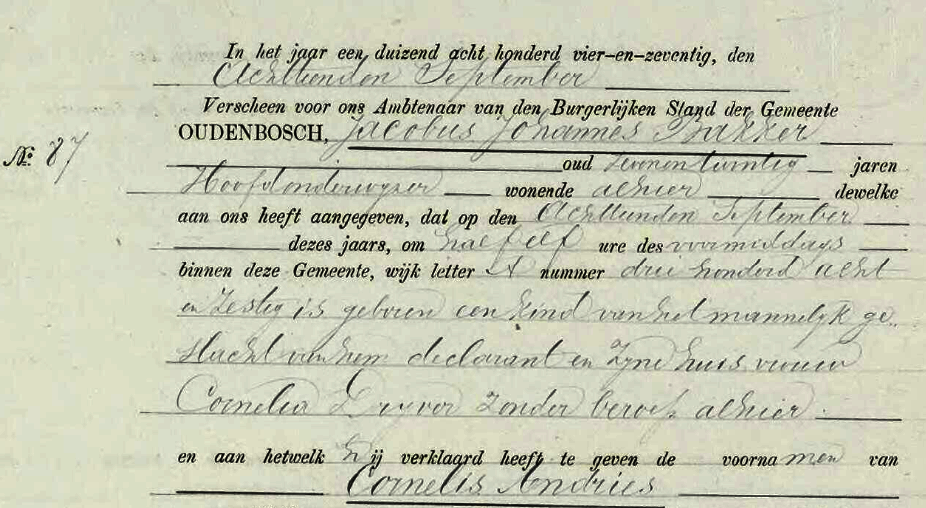
Acte de naissance (1874)

Cornelis Andries Backer est né à Oudenbosch dans le Brabant-Septentrional le 18 septembre 1874, d'un père instituteur et d'une mère paysanne. Sur son acte de naissance, son nom de famille est orthographié Bakker au lieu de Backer.
Son père l’envoya dans un établissement chargé de former les instituteurs à Haarlem. Sa passion pour les plantes est née des rencontres avec des botanistes néerlandais.

### Indes orientales néerlandaises (1901-1930)

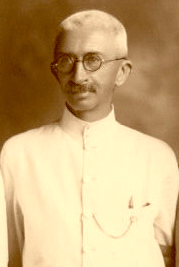
Backer (1930)

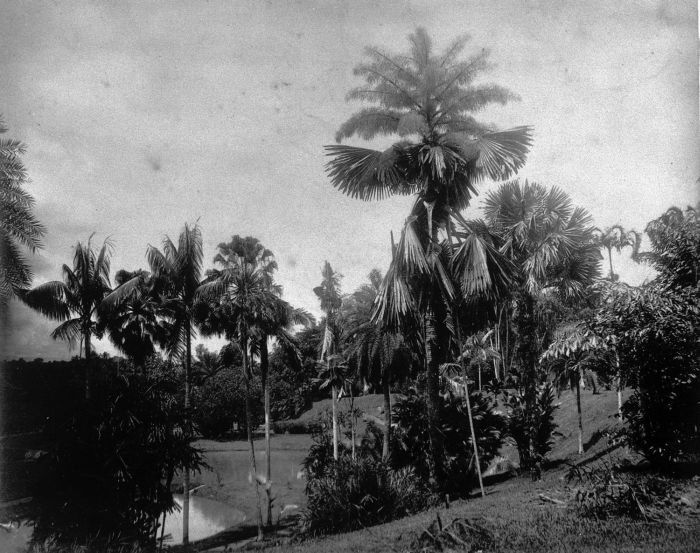
Jardin botanique de Buitenzorg (1910)

#### Weltevreden
En 1901, Backer s’installa à Java dans les Indes orientales néerlandaises. Il travailla comme instituteur dans un pensionnat à Weltevreden (l'actuel quartier de Gambir dans le centre de Jakarta). Rapidement, Backer se mit à collecter et déterminer les plantes de son voisinage, puis rédigea son premier flore. Cette période fut une étape décisive dans sa carrière et dans la taxonomie des espèces florales de l’Île de Java.

#### Buitenzorg
Backer se mit en relation avec Melchior Treub, directeur du jardin botanique de Buitenzorg.
Il travailla comme botaniste de 1905 à 1924. Il recueillit pas moins de 36.000 plantes, qu'il conserva dans l'herbier (herbarium) du jardin botanique. Il poursuivit sa collection de plantes lors de ses nombreux voyages à Java et sur l’île adjacente de Madura. Durant ses explorations, il parcourut une distance de trente à quarante kilomètres par jour. 

#### Pasuruan
De 1924 à 1931, Backer travailla au centre d’essai et de recherche sur la canne à sucre à Pasuruan en Java oriental. Il mit en exergue différentes espèces d'adventices et décrivit leur influence sur les récoltes de canne.

#### Le problème Krakatoa

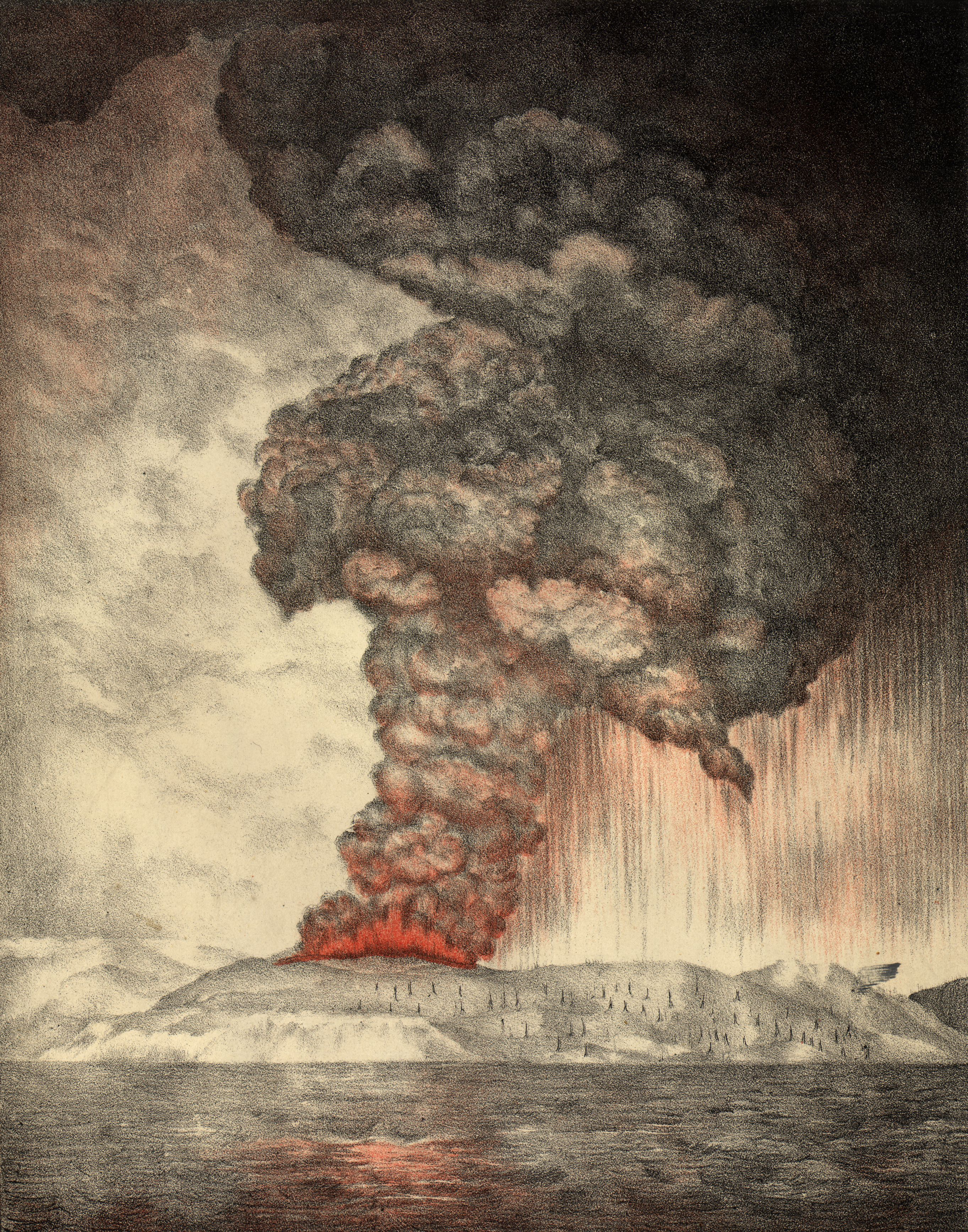
Lithographie de l'éruption du Krakatoa (1883).

Le Krakatoa, Krakatau, est un volcan gris — volcan de type explosif. C'est à l'origine d'un archipel de quatre îles principales dans le détroit de la Sonde en Indonésie, entre Sumatra et Java. Le volcan est surtout connu pour son explosion du 27 août 1883.
Dans le domaine de la biologie, le problème Krakatoa consiste à déterminer si les îles furent totalement stérilisées par l'éruption de 1883 ou si des traces de vie survécurent. Avant l'éruption de 1883, l'archipel était couvert d'une végétation luxuriante typique des régions tropicales humides, mais le phénomène naturel détruisit probablement toute forme de vie. Toutefois, la vie refit rapidement son apparition sur les îles avec la pousse d'arbres et d'arbustes, possiblement transportés sous forme de graines par les courants marins ou relâchés via les fientes d'oiseaux. C’est ainsi qu'en 1886, 30 espèces de plantes étaient déjà inventoriées par Melchior Treub,.

En 1906 et 1908, Backer poursuivit des recherches à Krakatoa,. C'est ainsi qu'en 1929, il publia son œuvre The problem of Krakatao, as seen by a botanist, controversée, dans laquelle il formulait l’hypothèse que les îles ne furent pas totalement stérilisées par l'éruption de 1883 et que des traces de vie survécurent,,. En 1884, un an seulement après la catastrophe naturelle, le géologue néerlandais Rogier Verbeek observait déjà des jeunes herbes sur certains îlots épargnés.

### Retour aux Pays-Bas (1931-1963)

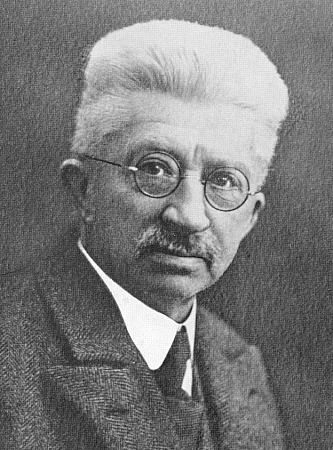
Backer (1934)

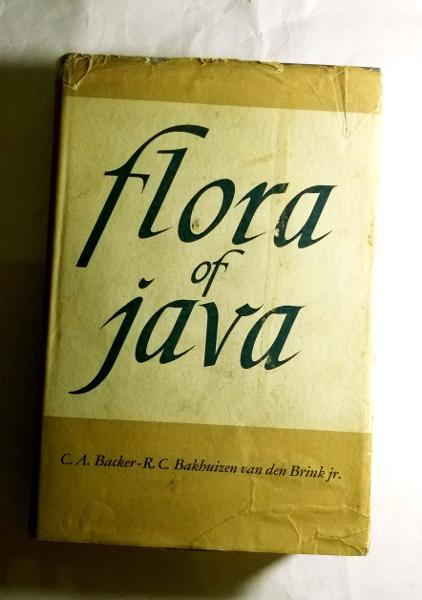
Flora of Java, tome 3 (1968)

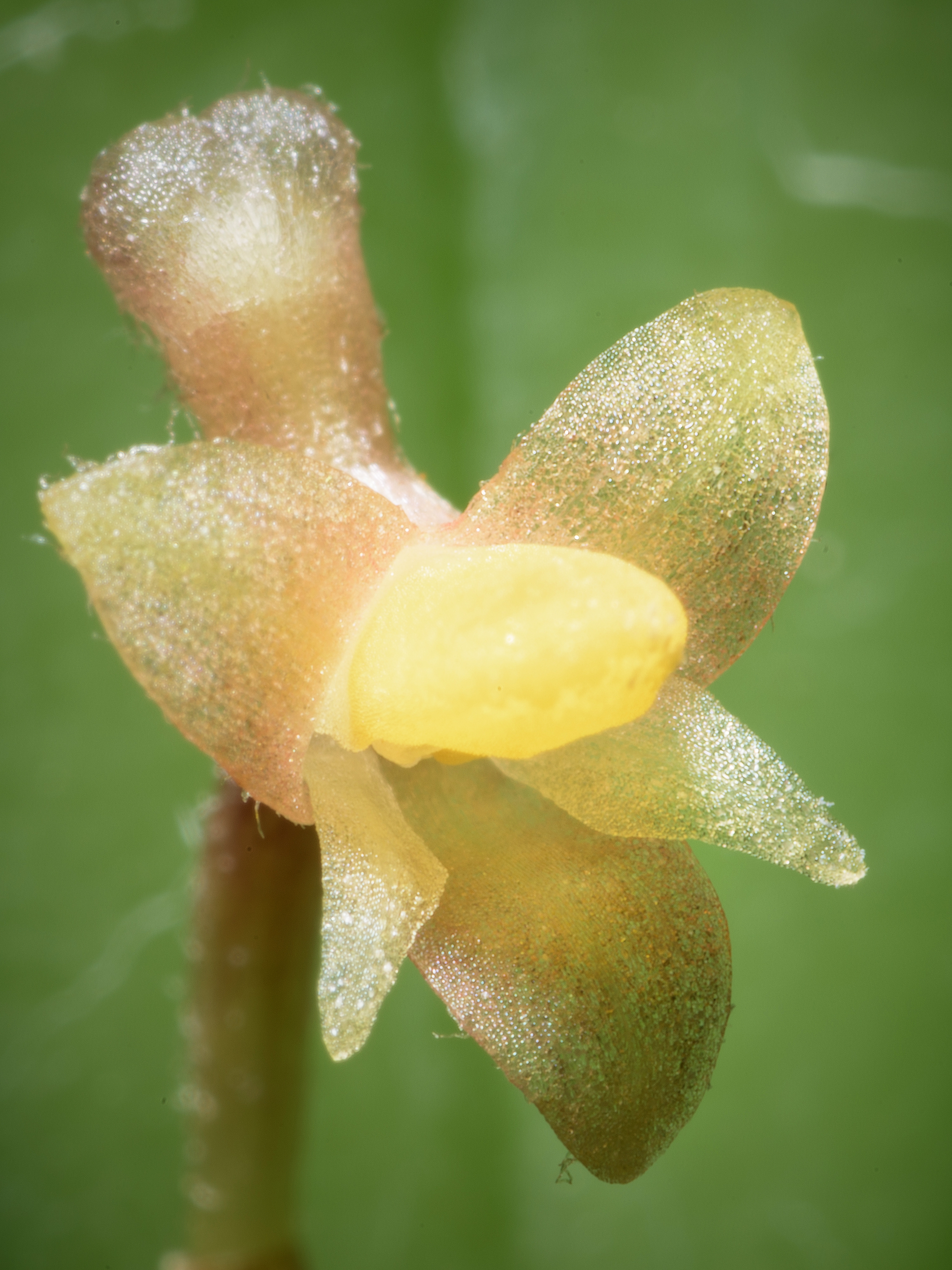
Orchidée Ceratostylis backeri. Habitat: Java central et occidental – altitude de 1500 à 2500 m – pousse comme épiphyte sur des arbres de petite taille.

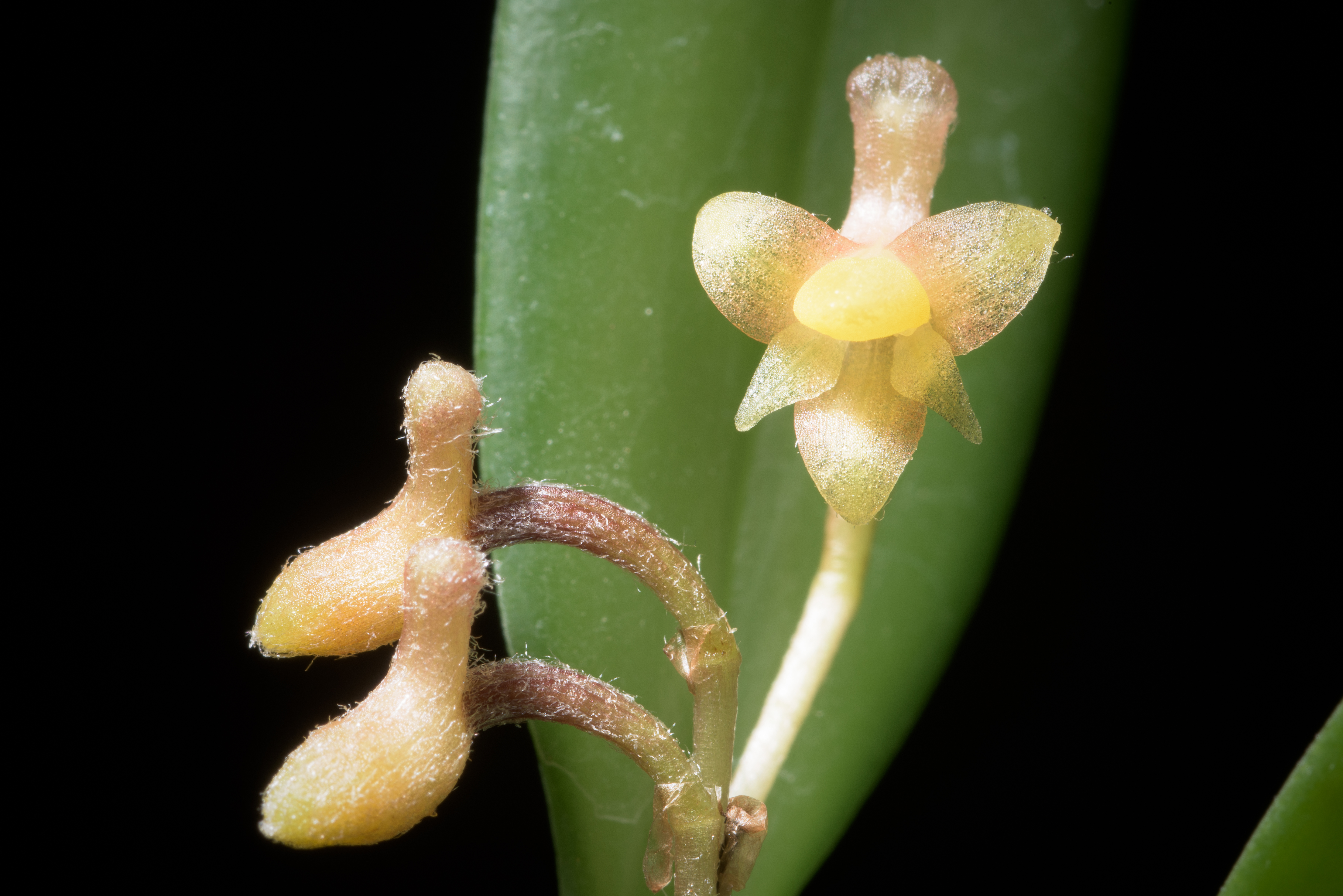
Ceratostylis backeri

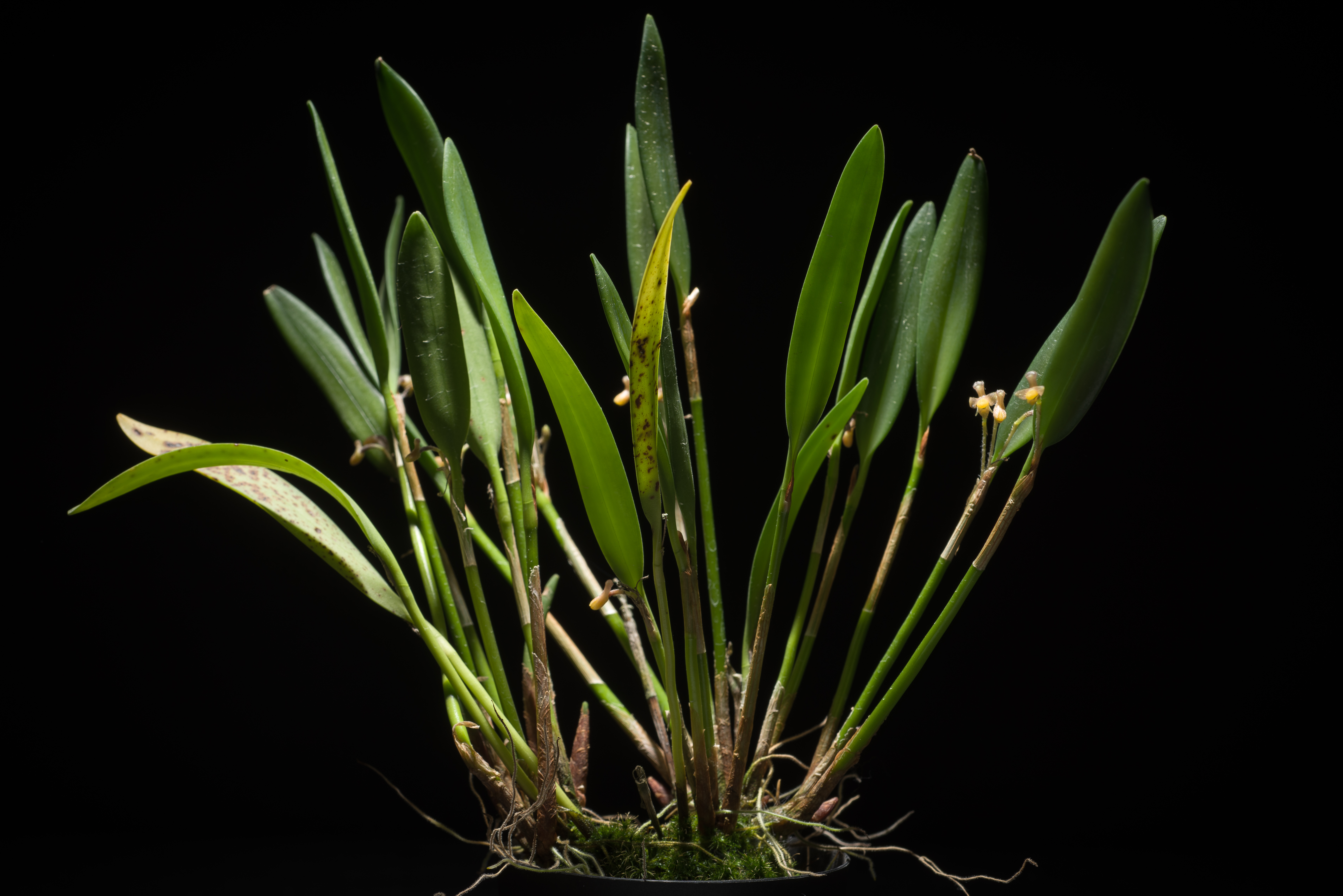
Ceratostylis backeri

En 1931, Backer retourna avec sa famille aux Pays-Bas pour s’installer d’abord à Haarlem et plus tard à Heemstede, où il travailla jusqu’à ses derniers jours sur son magnum opus Flora of Java (en anglais),. Le 22 février 1963, à quatre-vingt-huit ans, Cornelis Andries Backer mourut à Heemstede. Son ouvrage Flora of Java fut publié à titre posthume en trois tomes (1963, 1965, 1968). Le co-auteur fut le botaniste Reinier Cornelis Bakhuizen van den Brink junior (1911-1987). Dans cette flore, environ 6.700 espèces de plantes furent décrites.

## Honneurs

### Doctorathonoris causa
En 1936, Backer se vit remettre un Doctorat honoris causa à l’Université d’Utrecht pour ses services rendus à la botanique de Java,.

### Éponymie
Le botaniste néerlandais Reinier Cornelis Bakhuizen van den Brink junior (1911-1987) donna le nom de Backeria (Melastomataceae) à un genre.
Les taxons suivants avec l’épithète spécifique backeri lui rendent hommage:
- Ceratostylis backeri — Johannes Jacobus Smith 1913
- Dryopteris backeri — Cornelis Rugier Willem Karel van Alderwerelt van Rosenburgh 1908
- Elatostema backeri — Hilde Schröter 1936
- Euphorbia backeri — Ferdinand Albin Pax & Käthe Hoffmann 1938
- Fagara backeri — Reinier Cornelis Bakhuizen van den Brink junior (Bakh.f.) 1950 (à présent Zanthoxylum backeri — Thomas Gordon Hartley 1966)
- Freycinetia backeri — Benjamin Clemens Masterman Stone 1971
- Habenaria backeri — Johannes Jacobus Smith 1914
- Ixora backeri — Cornelis Eliza Bertus Bremekamp 1937
- Lepidagathis backeri — Cornelis Eliza Bertus Bremekamp 1948
- Nasturium backeri — Otto Eugen Schulz 1925 (à présent Rorippa backeri B. Jonsell 1979)
- Parastrobilanthes backeri — Cornelis Eliza Bertus Bremekamp 1944
- Pavetta backeri — Cornelis Eliza Bertus Bremekamp 1934
- Rostellularia backeri — Cornelis Eliza Bertus Bremekamp 1948